# Grub am Forst
Grub am Forst é um município da Alemanha, localizado no distrito de Coburg, no estado de Baviera.